# Verzweigung Lattigen
De Verzweigung Lattigen is een knooppunt in Zwitserland. Op dit knooppunt in Spiez.
Op dit knooppunt bij Spiez sluit de A8 aan op de A6.

## Configuratie
Het knooppunt is een half-sterknooppunt.